# Diaphania elegans
Diaphania elegans is een vlinder uit de familie van de grasmotten (Crambidae), uit de onderfamilie van de Spilomelinae. De wetenschappelijke naam van deze soort is voor het eerst voorgesteld als Phacellura elegans door Heinrich Benno Möschler in een publicatie uit 1890.
De voorvleugellengte bij de mannetjes varieert van 11 tot 14 millimeter en bij de vrouwtjes van 12,5 tot 15 millimeter.

## Verspreiding
De soort komt voor in de Verenigde Staten, Cuba, Dominicaanse Republiek, Jamaica, Puerto Rico, Dominica, Guadeloupe, Saint Lucia, Trinidad, Mexico, Guatemala, Honduras, Nicaragua, Costa Rica, Panama, Venezuela, Brazilië, Ecuador, Peru, Bolivia, Paraguay, Argentinië.

## Waardplanten
In Venezuela is vastgesteld dat de rups leeft in de bloemen van Cucurbita maxima (Cucurbitaceae).